# Nicolae Filip (politician)
Nicolae Filip este un fost deputat român în legislatura 1990-1992, ales în județul Maramureș pe listele partidului FSN. Nicolae Filip a fost validat la data de 1 iulie 1992 când l-a înlocuit pe deputatul Silviu-Ioan Ciplea.